# Sainte-Chapelle di Châteaudun
La Sainte-Chapelle di Châteaudun (in francese: Sainte-Chapelle de Châteaudun) è una cappella fondata nel 1451 all'interno della cinta del castello di Châteaudun, nell'omonima cittadina del dipartimento dell'Eure-et-Loir, su disposizione di Jean de Dunois. Si tratta di una delle dieci cappelle fondate nel Medioevo dai principi reali francesi. La cappella, insieme al castello, è riconosciuta come Monumento storico di Francia.

## Storia
Jean de Dunois, detto il bastardo d'Orléans, compagno d'armi di Giovanna d'Arco, ricevette nel 1439 le contee di Dunois e di Châteaudun dal fratellastro, Carlo d'Orléans, per l'aiuto nella guerra contro gli inglesi. Dopo essere stato nominato anche Gran ciambellano di Francia, fu considerato a tutti gli effetti un principe di sangue reale, pur non essendo mai stato ufficialmente riconosciuto dal padre. Egli iniziò l'ampliamento del castello di Châteaudun a partire dal 1451 e decise di fondare una Sainte-Chapelle, che passasse direttamente sotto l'autorità papale.

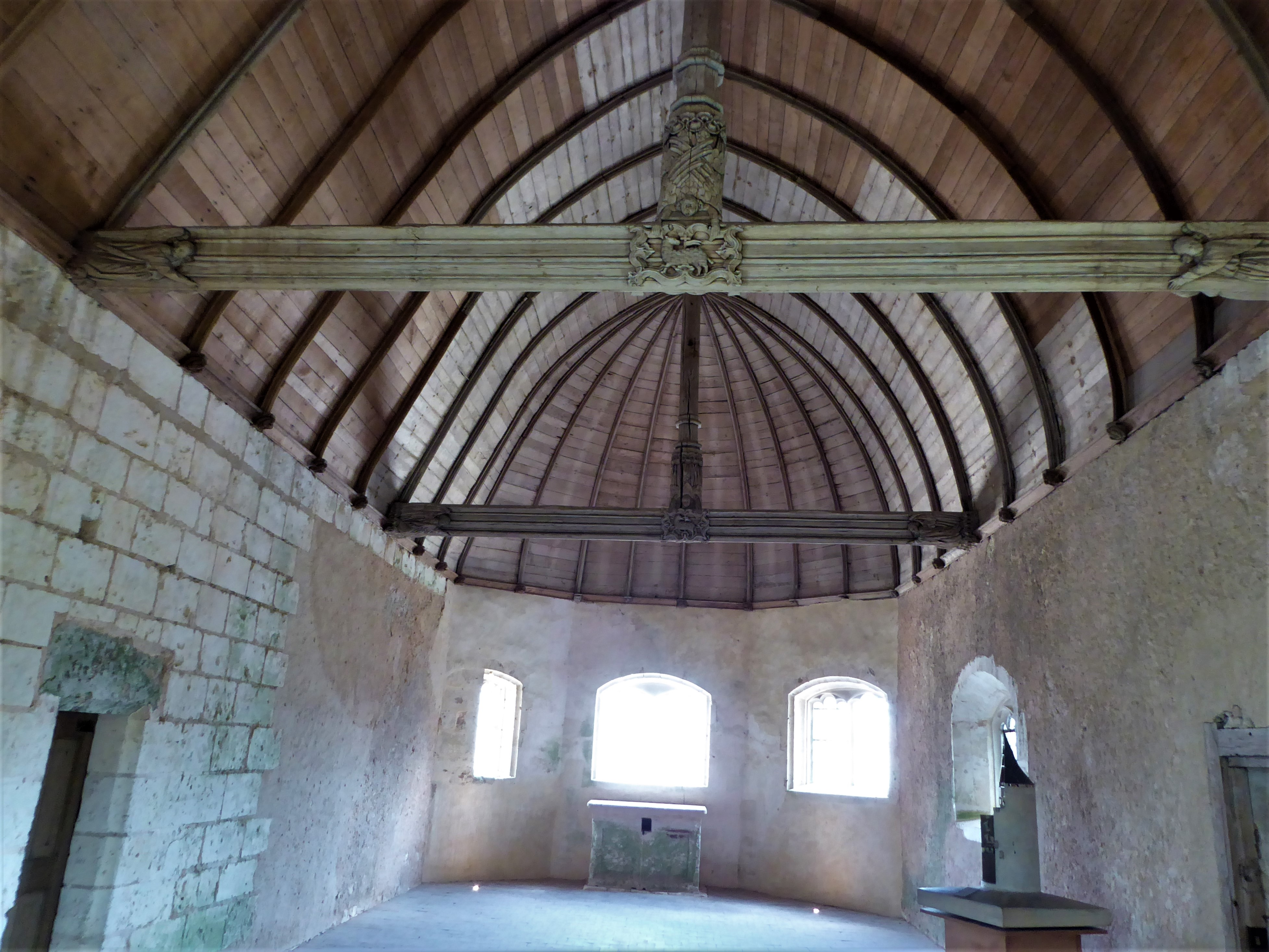
Il piano superiore della cappella

Come tutte le altre cappelle fondate da principi reali, anche questa aveva lo scopo di commemorare gli esponenti di una dinastia reale, quella dei Valois-Orléans, comprendente il nonno di Jean de Dunois, Carlo V di Francia, suo cugino Carlo VII di Francia, suo padre Luigi I di Valois-Orléans, suo fratellastro Carlo di Valois-Orléans e sua moglie Marie d'Harcourt. Nonostante i membri della casata fossero sepolti nella basilica di Notre-Dame di Cléry, i loro cuori furono conservati in questa cappella.
La cappella, intitolata alla Vergine e a San Giovanni Battista, protettori di Jean de Dunois e di sua moglie, venne costruita su due livelli in tre fasi. Tra il 1451 e il 1454, dopo la demolizione della preesistente cappella del castello, furono eretti il coro della cappella inferiore e della più piccola cappella superiore, intitolata a San Vincenzo, riservata alla servitù. Tra il 1460 e il 1464 furono costruite la navata e la sala superiore, la parete nord del coro, la sacrestia e la volta dell'oratorio sud. Infine, a partire dal 1493, Agnese di Savoia, vedova di Francesco I d'Orléans-Longueville, fece costruire il campanile, l'oratorio nord e la parte orientale dell'oratorio sud.
Nel 1492, il re Carlo VIII di Francia ottenne da papa Alessandro VI che alla cappella del castello di Châteaudun fossero concessi gli stessi privilegi di quelli di una Sainte-Chapelle. La cappella era stata consacrata nel 1465, mentre gli oratori furono consacrati nel 1494.
Nel 1938 il castello fu acquistato dallo Stato francese e venne affidato al Centre des monument nationaux, venendo classificato come Monumento storico nel 1918.

## Ornamenti

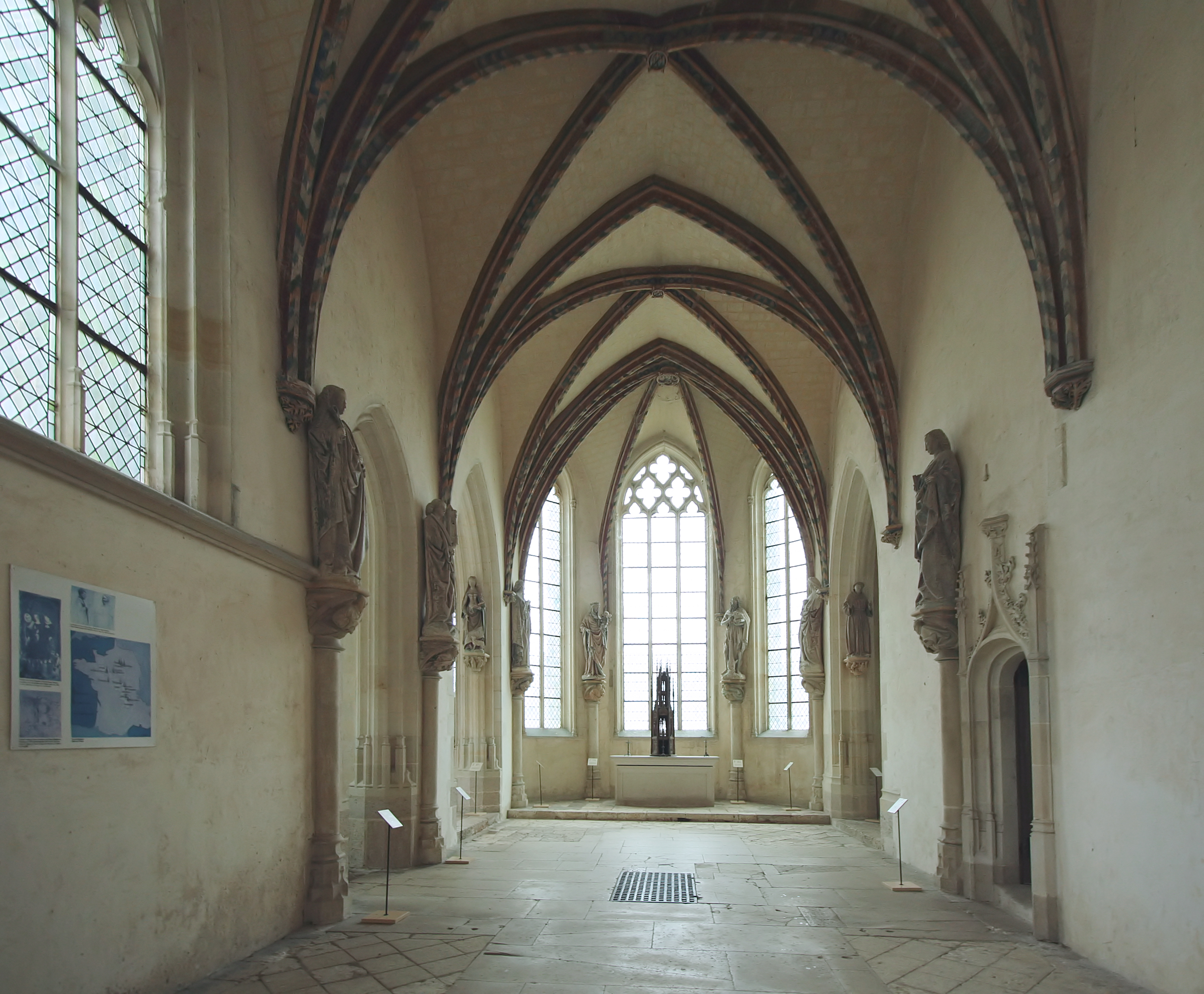
Il piano inferiore della cappella

La cappella è impreziosita con dodici statue che rappresentano i patroni della cappella, la Vergine e San Giovanni Battista, e dieci santi scelti da Jean de Dunois: San Giovanni Evangelista, Santa Maria Maddalena, Santa Caterina d'Alessandria, Santa Margherita, Santa Genoveffa, Sant'Apollonia, Santa Barbara, Santa Maria Egiziaca, Sant'Elisabetta d'Ungheria e Santa Radegonda. Nel 1494 furono aggiunte le statue di San Francesco e Sant'Agnese.
Un dipinto a tempera, realizzato probabilmente prima della consacrazione degli oratori, raffigurante il Giudizio Universale orna la parete sud dell'Oratorio di San Francesco. Le vetrate colorate della cappella furono distrutte dai prussiani nel 1815 durante la battaglia di Châteaudun. Anticamente la cappella conservava tra le sue reliquie un frammento della Vera Croce posto in un reliquiario d'oro.